# Epeolus pulchellus
Epeolus pulchellus är en biart som beskrevs av Cresson 1865. Epeolus pulchellus ingår i släktet filtbin, och familjen långtungebin. Inga underarter finns listade i Catalogue of Life.